# Out of the Chorus
Out of the Chorus é um filme mudo do gênero drama produzido nos Estados Unidos e lançado em 1921. É atualmente considerado filme perdido.